# Ciudad Ayala
Ciudad Ayala ist eine Stadt im mexikanischen Bundesstaat Morelos. Sie liegt 1220 m hoch, hatte im Jahr 2010 6.777 Einwohner und ist Verwaltungssitz des Municipio Ayala, das früher San Francisco Mapachtlán geheißen hat.
Ciudad Ayala ist hauptsächlich bekannt durch den Plan von Ayala, in dem sich Emiliano Zapata und seine Anhänger 1911 ein Programm gegeben haben.